# 東ヶ崎潔
東ヶ崎 潔（とうがさき きよし、1895年（明治28年）9月24日 - 1992年（平成4年）2月7日）は日本・アメリカ合衆国の実業家。日系アメリカ人二世。本名はジョージ・キヨシ・トガサキ。ジャパンタイムズ元社長。富士海外旅行元社長。国際基督教大学（ICU）名誉理事長。聖路加国際病院理事長。勲三等旭日中綬章受賞者。フリーメイソン（第33階級（最高大総監））、同日本グランドマスター。

## 経歴
アメリカ合衆国カリフォルニア州サンフランシスコ出身。東ヶ崎菊松・茂の長男として生まれる。1920年（大正9年）カリフォルニア大学商学部卒業後、同年カリフォルニア州共同消費会社に勤務。1925年（大正14年）副社長に就任。1933年（昭和8年）日本に帰国。1935年（昭和10年）3月日本経済聯盟会（現：日本経済団体連合会）より米国経済使節団、同年5月日米協会より米国庭園協会日本視察団の各応接業務を委嘱される。
1936年（昭和11年）第7回世界教育会議日本事務局嘱託を務め、1941年（昭和16年）日本タイムス社（現：ジャパンタイムス）編集局長となり、監査役、取締役を歴任。その後、1946年（昭和21年）代表取締役、1956年（昭和31年）会長、1958年（昭和34年）相談役に就任。その間、1949年（昭和24年）国際基督教大学初代理事長、1954年（昭和39年）名誉理事長、富士海外旅行社長に就任。
1963年（昭和38年）国際ロータリー理事、1965年（昭和40年）日米協会副会長に選任され、1966年（昭和41年）デンバーにて第57回国際ロータリー年次大会大会委員長に任命され、1968年（昭和43年）から1969年（昭和44年）まで国際ロータリー会長（日本人初）を務める。その傍ら、ジャパンビジネスカウンセル会長、聖路加国際病院理事、日本聖書協会理事、国際教育振興会理事を歴任。
なお、1954年（昭和27年）コーネル大学と国際基督教大学から文学博士を、1965年（昭和40年）ラバーン大学とパシフィック大学から法学博士の称号を受ける。
1955年（昭和30年）10月、フリーメイソンの最高会議にて最高職位である第33階に任ぜられた。
1960年（昭和35年）フリーメイソンの日本グランドロッジの日本グランドマスターとなった。

## 顕彰
- 1966年（昭和41年）：日米友好に尽くした功績で勲三等旭日中綬章受賞[2]
- 1968年（昭和43年）：カリフォルニア大学卒業生中、卓越した人物100人に贈られるバークレーフェロー国際賞受賞[2]

## 人物
宗教はキリスト教。旧中島飛行機三鷹研究所跡地（東京ドームの15倍）を譲り受け、国際基督教大学の創立に貢献。
現在同大学には、大学食堂、国際会議室、短期留学生寮、研究者寮、会議室などが入った複合施設「東ヶ崎潔記念ダイアログハウス・大学食堂」（2010年（平成22年）8月完成）がある。

## 家族・親戚
- 父・菊松（1867年4月14日（慶應3年3月10日）生） 
茨城県、東ヶ崎浜五郎の次男[5]。
- 養母・スギ（1888年（明治21年）3月生） 
岩手県、肥田イヨの三女[5]。
- 前妻・三壽（1891年（明治24年）5月生） 
東京女子高等師範学校卒[5]。父は宗教家・牧師の金森通倫[5]。兄に農商務、内務官僚の金森太郎[5]。
- 後妻・ちづ（1908年（明治41年）4月18日生） 
カリフォルニア大学卒[3]。
- 長男・茂（1925年（大正14年）10月21日生） 
ハーバード大学大学院卒[3]。パンアメリカン航空元勤務[3]。東京ロータリー元会員。
- 同妻・民代（生年不明） 
スワースモア大学卒[3]。
- 次男・清（1932年（昭和7年）7月24日生） 
コーネル大学卒[3]。インディアナ大学教授[3]。
- 同妻・文子（生年不明）
恵泉女学園卒[3]。
- 長女・（ベティ）恵美子（生年不明） 
コロンビア大学卒。夫は東京経済大学名誉教授で公害研究所（現：国立環境研究所）所長の柴田徳衛[3]。